# Iguala de la Independencia (municipalité)
Cet article concerne la municipalité. Pour la ville, voir Iguala.
Iguala de la Independencia est une des municipalités du Guerrero, dans le sud-ouest du Mexique.
Le siège municipal se trouve à Iguala (Iguala de la Independencia).